# Qit'at Jaradah
| cồn Qit'at Jaradah                   |                                                               |
| [Bản đồ tương tác toàn màn hình]     |                                                               |
| Vị trí, khoảng giữa Bahrain và Qatar |                                                               |
|                                      | Biểu đồ hiện đang tạm thời không khả dụng do vấn đề kĩ thuật. |

Qit'at Jaradah là một cồn nhỏ trong Vịnh Ba Tư về phía đông của đảo Bahrain, khoảng cách 32 km (20 dặm) về phía đông Manama, thủ đô của Bahrain. Về mặt lịch sử, thực thể này chỉ ở trên mặt nước khi thủy triều thấp vào mùa xuân; nó nằm khoảng giữa Bahrain và Qatar, trong vùng lãnh hải 12 dặm (19 km) của cả hai nước. Đây là một trong nhiều thực thể trên biển góp phần vào tranh chấp kéo dài giữa Bahrain và Qatar.

## Địa lý
Trong lịch sử, Qit'at Jaradah đã không được coi là một hòn đảo, Bahrain tuyên bố vào năm 2000 rằng diện tích cồn đo được khoảng 12 x 4 m (39 ft × 13 ft) khi thủy triều cao với độ cao khoảng 0,4 mét (1 ft 4 in), và 600 x 75 m (1,969 ft × 246 ft) khi thủy triều thấp. Quan điểm đối lập là độ cao thấp. Thực thể này không có người ở và không có thảm thực vật.

## Lịch sử
Bahrain đầu tiên tuyên bố quyền sở hữu của cồn vào năm 1936, được hỗ trợ bởi Giải thưởng ranh giới hàng hải của Anh năm 1947 (British Maritime Boundary Award of 1947). Qit'at Jaradah sẽ ở trong vùng lãnh hải của Qatar tính từ đường cơ sở nếu không có sự phân chia giữa các quốc gia trong khu vực này. Người Anh bị ảnh hưởng bởi các hoạt động thực tế của các công ty dầu khí vào thời điểm đó. Mặc dù được trao cho Bahrain, thực thể này không được phân loại là một hòn đảo có vùng lãnh hải cách 4,8 km. Điều này phù hợp với định nghĩa của một hòn đảo của Hội nghị Genève năm 1958 yêu cầu một hòn đảo trên mặt nước khi thủy triều lên cao. Tuy nhiên, vào năm 1959, người Anh đã cố gắng phân loại lại Qit'at Jaradah thành một hòn đảo, cũng như chính phủ Bahrain năm 1964. Qatar từ chối yêu cầu này vào năm 1965 và sau đó tìm kiếm trọng tài quốc tế. Không có kết quả nào, vì hai nước không là thành viên của Liên Hợp Quốc cho đến năm 1971. Vào năm 1986, Qatar đã tuyên bố một số khu vực tranh chấp, bao gồm Qit'at Jaradah, như các khu quân sự. Khi hai bên gần xung đột, căng thẳng đã suy giảm dưới áp lực từ Oman, Ả Rập Xê Út và UAE để tiếp tục giữ nguyên hiện trạng. Ả rập Xê Út qua Hội đồng Hợp tác Vùng Vịnh đã cố gắng đàm phán một thỏa thuận vĩnh viễn nhưng không thành công. Năm 1991, Qatar lại tìm trọng tài từ Tòa án Tư pháp Quốc tế tại Hague.

### Tòa án phán quyết quốc tế năm 2003
Năm 2003, Tòa án Tư pháp Quốc tế quyết định bởi một cuộc bỏ phiếu 12–5 rằng Qit'at Jaradah là một hòn đảo và chủ quyền thuộc về Bahrain, mặc dù có ý kiến bất đồng liệu nó có nên được coi là hòn đảo bởi kích thước nhỏ, đặc tính vật lý biến đổi và thiếu đất vững chắc. Phán quyết của tòa án rằng "các hoạt động được thực hiện bởi Bahrain trên hòn đảo đó phải được coi là đủ để ủng hộ tuyên bố của Bahrain rằng nó có chủ quyền đối với nó." Các hoạt động của Bahrain trên "hòn đảo" bao gồm việc đặt một ngọn hải đăng, đào giếng khoan, cho phép đánh cá và khai thác dầu. Kết luận này không thể đạt được nếu tòa án đã không phán quyết nó là một hòn đảo, vì chủ quyền có thể được thiết lập chỉ bằng chiếm đóng một hòn đảo, chứ không phải là tính độ cao thấp. Qatar đã lập luận rằng nó chưa bao giờ được hiển thị trên các bảng kê điều hướng như một hòn đảo và thậm chí nếu không phải lúc nào cũng chìm hoàn toàn khi thủy triều cao, nó vẫn không được coi là một hòn đảo.